# Jitream
Jitream (ur. po 1010 p.n.e. w Hebronie) – królewicz izraelski, syn króla Dawida.
Jitream był szóstym synem Dawida, a zarazem ostatnim, który urodził się w czasie, gdy ten izraelski władca rezydował w Hebronie. Panowanie Dawida w Hebronie umiejscawia się hipotetycznie w latach 1010–1003 p.n.e., jednak datacja rządów Dawida, a co za tym idzie data narodzin Jitreama, pozostają dyskusyjne. Matką Jitreama była Egla.
Więcej informacji o Jitreamie źródła biblijne nie przekazały.